# Hunaín
Hunaín (en francés: هُنَيْن, en francés: Honaïne) es una pequeña comuna del norte de Argelia cercano a Tremecén. Su actividad económica principal es la pesca y un turismo incipiente. Se ha iniciado la construcción de la que será la desaladora más grande de África.
Dispone de un puerto pesquero y de un amarradero.

## Toponimia
Llamado por los españoles en el siglo XVI puerto de One, o simplemente One.

## Historia

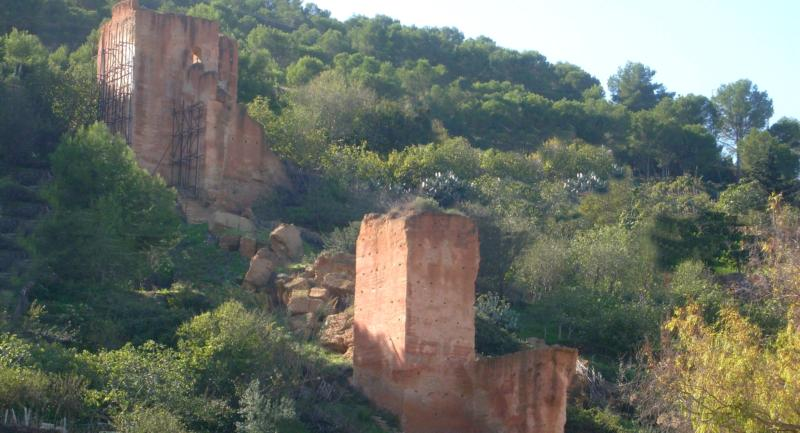
Alcazaba medieval de Hunaín.

El diplomático nazarí León el Africano describió la población como una de las avanzadas de la Edad Media por su desarrollo cultura y económico debido a las relaciones comerciales a lo ancho del Mediterráneo.
Tras la conquista española de Orán y Mazalquivir en 1509 se convirtió en el puerto más importante del reino de Tremecén. Sin embargo, ante la amenaza de Orán por Hayreddin Barbarroja (conquista del Peñón de Argel de 1529), la derrota de Formentera (1529)  y la posibilidad de que Hunaín se convirtiera en base de piratas berberiscos, el rey Carlos V ordenó afianzar la plaza de Orán mediante la ocupación de Hunaín. En agosto de 1531 una escuadra de 10 galeras y dos bergantines mandada por el gran marino Álvaro de Bazán el Viejo partió de la península, completó su tripulación con un total de 2.000 hombres en Oran y partió a Hunaín. Fue ocupada el 24 de agosto de 1531 por las tropas españolas, quedando una dotación de setecientos soldados y veinte piezas de artillería en su alcazaba medieval. Los españoles abandonaron la plaza en 1534, destruyendo el puerto para que no fuera utilizado por piratas berberiscos. La presencia española en Orán (1509-1708) detuvo las relaciones comerciales que sustentaban la economía de su puerto, por lo que a población cayó en decadencia en detrimento de Orán y Mazalquivir.

## Monumentos y lugares de interés
Desde 1982 están consideradas como sitio histórico las murallas de Honaine, la zona intramuros, la casba, la ubicación del antiguo puerto y la torre vigía.